# Kelliella concentrica
Kelliella concentrica is een tweekleppigensoort uit de familie van de Kelliellidae. De wetenschappelijke naam van de soort is voor het eerst geldig gepubliceerd in 2001 door J. A. Allen.